# Jules Peeters
Pour les articles homonymes, voir Peeters.
Jules Charles Louis Peeters, né à Tournai le 6 février 1841 et mort dans la même ville le 25 septembre 1913, est un industriel belge.

## Famille
Fils de Charles Peeters et de Pauline Wilbaux. Il épouse en 1867 Marie de Brouwer, fille de Jean Baptiste de Brouwer (Éditions Desclée de Brouwer) et de Julie Van der Ghote. Le couple aura 15 enfants dont Paul Peeters.

## Carrière
Docteur en droit à l'Université catholique de Louvain en 1866 et attaché au barreau de Tournai, il reprend la sucrerie de Warcoing créée par son père et Barthélémy Dumortier en 1852. Il en fait une société anonyme en 1910 et avec l'aide de son fils Henry il donne une structure industrielle à l'établissement. Aujourd'hui encore ses descendants sont toujours à la tête de cette industrie devenu le groupe Cosucra Groupe Warcoing. Il se fait construire un château à côté de l'usine et fait agrandir l'Hôtel Peeters, un hôtel particulier acheté par son père à Tournai.
Il constitue le 18 février 1875 une « Société anonyme de St-Pierre pour la publication de journaux et de revues catholiques en Belgique » avec les frères Desclée et le comte Albert de Robiano. Avec les familles de Robiano, Desclée et Casterman, il fait partie d'un cercle catholique très actif et intransigeant. Il est avec eux un des membres fondateurs de l'Ecole Saint-Luc de Tournai le 1er mars 1878. Il est le meneur côté catholique d'une bagarre contre les Libéraux à la mi-carême dans les rues de Tournai le 31 mars 1878 pour laquelle il est condamné en appel à 15 jours de prison.
Il est membre titulaire de la Société historique et littéraire de Tournai.

## Distinctions
- Chevalier de l'ordre de Léopold (1906)[8]
- Chevalier de l'ordre de Saint Grégoire le Grand
- Croix civique de 1re classe
- Président du conseil de fabrique de la conférence de Saint Vincent de Paul de la paroisse ND de Tournai
- Vice Président de la Société générale des fabricants de sucre de Belgique

## Œuvres
- De la culture de la betterave riche en Belgique, 1885

## Sources
- Louis-Donat Casterman, « Histoire de l’Hôtel Peeters et de son site » in Bulletin Pasquier Grenier n° 77, 2004.
- http://archives.lesoir.be/warcoing-nouveau-centre-de-recherche-cosucra-le-gout-su_t-20020624-Z0M03G.html
- La réforme sociale 1906